# Skulpturengarten Damnatz

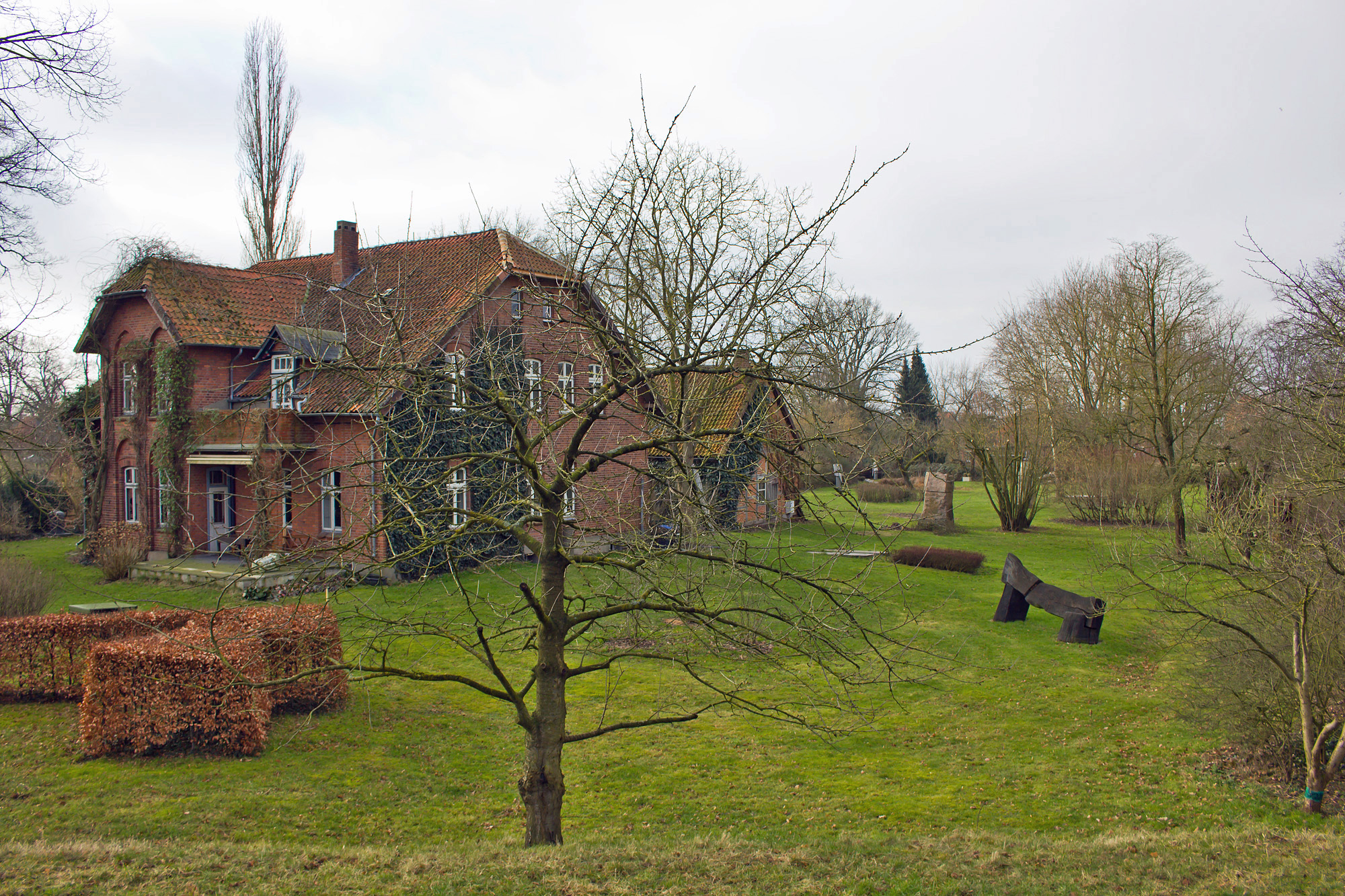
Blick vom Elbdeich in den Skulpturengarten Damnatz

Der Skulpturengarten Damnatz befindet sich in Damnatz im Landkreis Lüchow-Dannenberg in Niedersachsen im Elbetal. Der Künstlerpark in der Größe von 10.000 Quadratmetern zeigt 30 Bildhauer-Großskulpturen auf dem Freigelände und in einer ehemaligen Scheune finden Kunstausstellungen, Lesungen und Konzerte statt.

## Skulpturengarten Damnatz

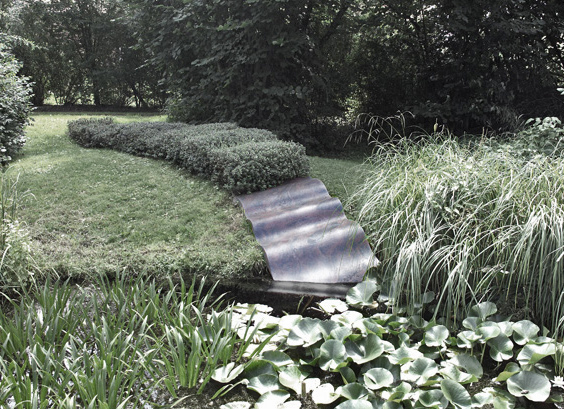
Monika Müller-Klug, Welle über Land (2001), Niedrige Alpenrose, Bararp Granit 2 × 3 × 2 Meter

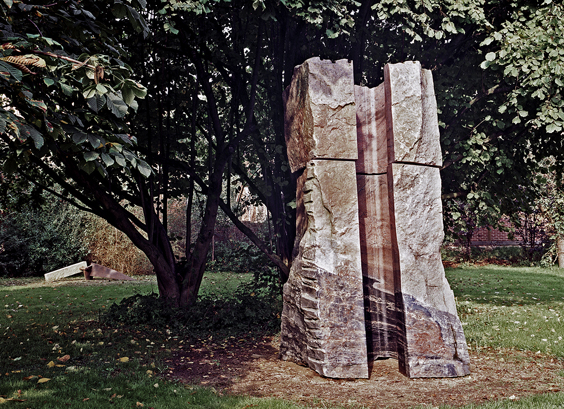
Klaus Müller-Klug, Quader mit Lichthof aus Granit, 2,5 Meter hoch. Dahinter: Hartmut Stielow, Liegende-1-Stein

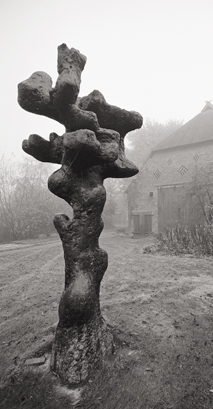
Gerson Fehrenbach, Stehle (1989), Bronze, Höhe: 2,6 m

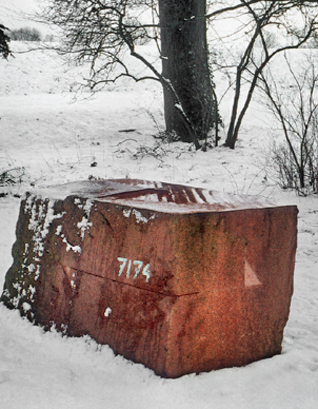
Janez Lenassi, Stein 7174, Schwedischer Granit, Höhe: 1,3 Meter

Im Jahre 1994 gründete das Künstlerehepaar Monika Müller-Klug und Klaus Müller-Klug mit der Unterstützung der Stiftung für Bildhauerei den "Skulpturengarten Damnatz". Das Gelände des Skulpturengartens ist ein ehemaliger, direkt an der Elbe gelegener Pfarrgarten im Ort Damnatz. Bis zum jetzigen Zeitpunkt stehen 30 Großskulpturen von 10 unterschiedlichen Künstlern auf dem über 10.000 Quadratmeter großen Gelände. Viele Kunstwerke sind eigens für den Standort entwickelt worden, andere erhielten durch Bepflanzung und Bodenbewegungen ein angemessenes Umfeld. Sichtachsen leiten den Besucher von einer Skulptur zur anderen. Neben den Arbeiten von Monika und Klaus Müller-Klug sind Arbeiten der Künstler Otto Almstadt, Gerson Fehrenbach, Hartmut Stielow, Hannes Meinhard, Georg Seibert, Janez Lenassi und Erich Reischke vertreten.
In einer zum Ausstellungs- und Veranstaltungsraum umgebauten ehemaligen Scheune entsteht eine Sammlung aus den Bereichen Skulptur, Malerei und Installation. Zurzeit sind dort Arbeiten von Ilja Heinig, Bert Dürkopp, Hans Schohl, Johannes Pfeiffer, Klaus Müller-Klug, Monika Müller-Klug und Peter Herbrich zu sehen. In regelmäßigen Abständen dient das Gebäude als Ort für Kunstausstellungen, Konzerte und Lesungen.

## Künstlerische Aussage
Das Anliegen des Skulpturengartens Damnatz ist ein Dialog von Arbeiten befreundeter und miteinander verbundener Künstler in der Auseinandersetzung mit Natur – eine Synthese von Formen aus Stein, Holz, Stahl und kultivierter Natur in zeitgenössischer Form. Die Werke sind in die kultivierte Landschaft eingebunden und stehen in Beziehung zu den Gartenformen und Gewächsen. Es ist eine gelungene Komposition von Naturpark und bildender Kunst.
Für Martin Sperlich, dem ehemaligen Direktor der Stiftung Preußische Schlösser und Gärten Berlin-Brandenburg, ist es ein Garten, der „aus dem Erdboden mit seinem Relief aus Bäumen, Sträuchern, Wiesen und Wasser und aus Kunstwerken besteht. Schlechthin bewundernswert ist es, dass die gewaltige körperliche und geistige Arbeit, der riesige finanzielle Aufwand sich nicht in sichtbarer Mühe ausdrückt, sondern in heller und luftiger Freiheit jedem geschenkt wird.“ Der Skulpturengarten steht nach einer Aussage von Lothar Romain, dem ehemaligen Präsidenten der Universität der Künste Berlin, im Spannungsverhältnis von Kunstobjekten, deren „Widerspiegelung im Schatten des Deiches und in einer mal mit Himmel und Wolken, mal auch mit steigendem Grundwasser verschwenderischen Natur“ steht.